# Polo pe apă la Jocurile Olimpice de vară din 2012
Competiția de polo pe apă la Jocurile Olimpice de vară din 2012 s-a desfășurat în perioada 29 iulie - 12 august. Locul desfășurării competiției a fost Arena de Polo pe apă din Londra, din Parcul Olimpic. Douăsprezece echipe au concurat în turneul masculin, și doar opt au concurat în turneul feminin.

## Țări participante

### Masculin
| Grupa A                                                      | Grupa B                                                                               |
| ------------------------------------------------------------ | ------------------------------------------------------------------------------------- |
| - Grecia - Italia - Kazahstan - Spania - Australia - Croația | - Ungaria - Muntenegru - România - Regatul Unit - Statele Unite ale Americii - Serbia |

### Feminin
| Grupa A                                                 | Grupa B                                     |
| ------------------------------------------------------- | ------------------------------------------- |
| - Ungaria - Spania - China - Statele Unite ale Americii | - Italia - Regatul Unit - Rusia - Australia |

## Medaliați
| Probă    | Aur | Argint | Bronz |
| Masculin | Croația (CRO) · Josip Pavić · Damir Burić · Miho Bošković · Nikša Dobud · Maro Joković · Petar Muslim · Ivan Buljubašić · Andro Bušlje · Sandro Sukno · Samir Barać · Igor Hinić · Paulo Obradović · Frano Vićan                                          | Italia (ITA) · Stefano Tempesti · Amaurys Pérez · Niccolò Gitto · Pietro Figlioli · Alex Giorgetti · Maurizio Felugo · Massimo Giacoppo · Valentino Gallo · Christian Presciutti · Deni Fiorentini · Matteo Aicardi · Danijel Premuš · Giacomo Pastorino | Serbia (SRB) · Slobodan Soro · Aleksa Šaponjić · Živko Gocić · Vanja Udovičić · Dušan Mandić · Duško Pijetlović · Slobodan Nikić · Milan Aleksić · Nikola Rađen · Filip Filipović · Andrija Prlainović · Stefan Mitrović · Gojko Pijetlović   |
| Feminin  | Statele Unite ale Americii (USA) · Elizabeth Armstrong · Heather Petri · Melissa Seidemann · Brenda Villa · Lauren Wenger · Maggie Steffens · Courtney Mathewson · Jessica Steffens · Elsie Windes · Kelly Rulon · Annika Dries · Kami Craig · Tumua Anae | Spania (ESP) · Laura Ester · Marta Bach · Anni Espar · Roser Tarragó · Matilde Ortiz · Jennifer Pareja · Lorena Miranda · María del Pilar Peña · Andrea Blas · Ona Meseguer · María García Godoy · Laura López · Ana Copado                              | Australia (AUS) · Victoria Brown · Gemma Beadsworth · Sophie Smith · Holly Lincoln-Smith · Jane Moran · Bronwen Knox · Rowena Webster · Kate Gynther · Glencora Ralph · Ashleigh Southern · Melissa Rippon · Nicola Zagame · Alicia McCormack |

## Tabelul medaliaților
| Loc   | Țară                             | Aur | Argint | Bronz | Total |
| ----- | -------------------------------- | --- | ------ | ----- | ----- |
| 1     | Croația (CRO)                    | 1   | 0      | 0     | 1     |
| 1     | Statele Unite ale Americii (USA) | 1   | 0      | 0     | 1     |
| 3     | Italia (ITA)                     | 0   | 1      | 0     | 1     |
| 3     | Spania (ESP)                     | 0   | 1      | 0     | 1     |
| 5     | Australia (AUS)                  | 0   | 0      | 1     | 1     |
| 5     | Serbia (SRB)                     | 0   | 0      | 1     | 1     |
| Total | Total                            | 2   | 2      | 2     | 6     |